# 25-paariger Farbcode

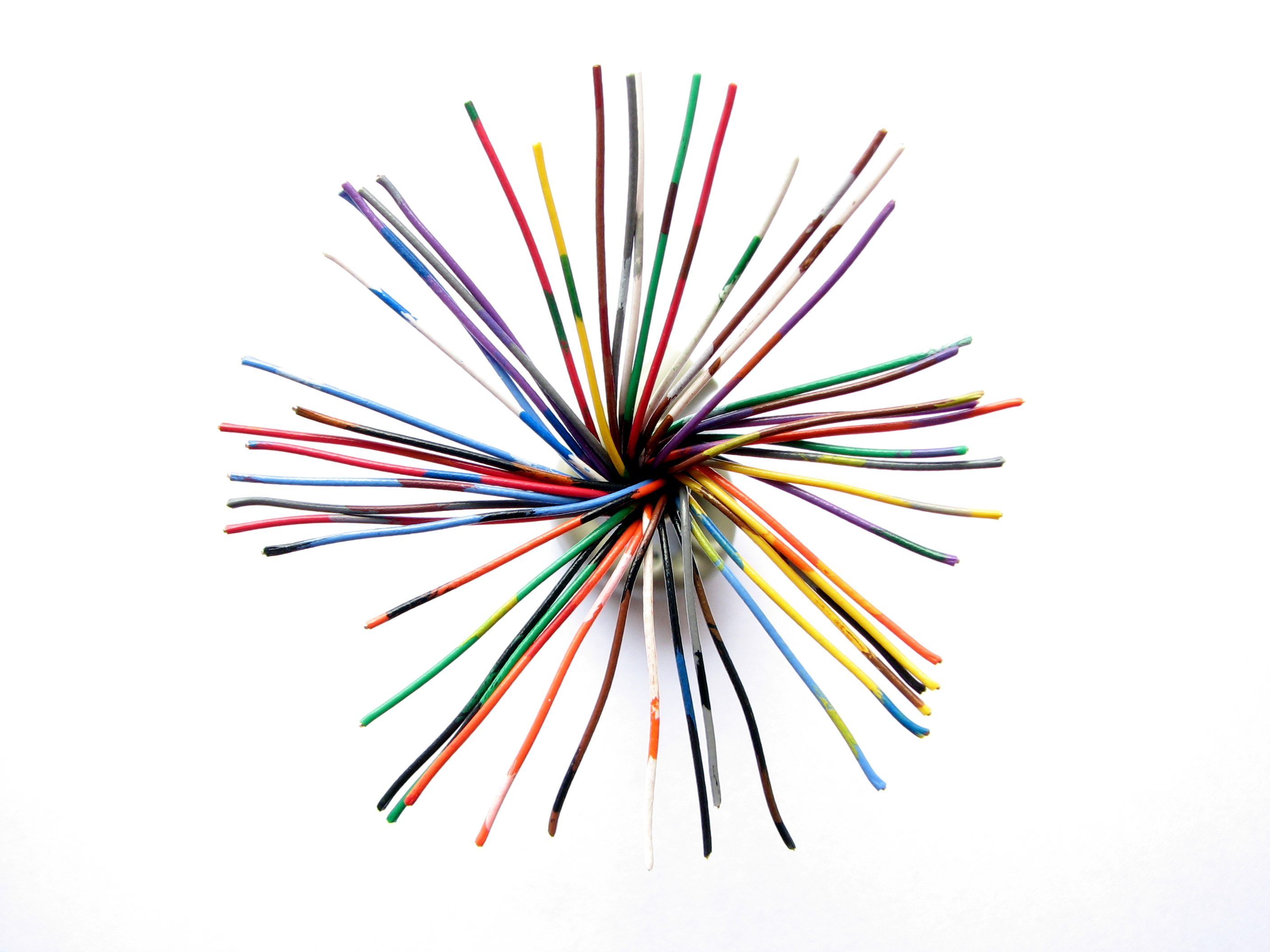
Anschlusskabel mit 50 Einzeladern bzw. 25 Doppeladern

Der 25-paarige Farbcode, englisch 25-pair color code, ist eine Farbkennzeichnung vieladriger Leitungen im Gebrauch US-amerikanischer Telefongesellschaften für deren Teilnehmeranschlussleitungen mit verdrillten Adernpaaren (englisch Twisted Pair). Entstanden ist der Farbcode mit dem Aufkommen von Fernmeldekabeln mit damals neuartiger Kunststoffisolierung aus Polyethylen in den 1950er Jahren bei den Bell Laboratories um die einzelnen Adern einheitlich farblich im Kunststoff zu markieren. Die Markierung stellt einen Industriestandard dar.
Jede Doppelader ist durch eine Hauptfarbe (englisch major color) und eine Nebenfarbe (englisch minor color) definiert, wobei sich der Satz der Hauptfarben und Nebenfarben nicht überlappen. Die Hauptfarben sind Weiß, Rot, Schwarz, Gelb, Violett – und die Nebenfarben sind Blau, Orange, Grün, Braun und Grau. Als Farbton verwendete man die gleichen wie bei der Farbkodierung auf Widerständen.
Immer zwei Einzeladern trugen die gleiche Kombination, wobei eine der Farben die Grundfarbe der Ummantelung darstellt, und die andere Farbe als Aufdruck ausgeführt war. Dort wo Grundfarbe und Aufdruck gewechselt erscheinen, hat man zusammengehörige Einzeladern. Insgesamt konnten so in einem Kabelbündel 50 Einzeladern zu 25 Doppeladern verbunden werden.
Die Bell Laboratories entwickelten dafür noch eine passende RJ-Steckverbindung mit 50 Federkontakten, den RJ21-Stecker. Daher gibt es zwei Bezeichnungsweisen für die Adern – einmal nach den Doppeladern (weiß/grün) und einmal nach der standardisierten Anschlussklemme am Steckverbinder. Vergleichbar ist dieses mit den TIA-568A/B Steckverbindungen an RJ45 Ethernetkabeln.
| Doppelader | Hauptfarbe | Hauptfarbe | Nebenfarbe | Nebenfarbe |
| ---------- | ---------- | ---------- | ---------- | ---------- |
| 1          | Weiß       |            |            | Blau       |
| 2          | Weiß       |            | Orange     |            |
| 3          | Weiß       |            | Grün       |            |
| 4          | Weiß       |            | Braun      |            |
| 5          | Weiß       |            | Grau       |            |
| 6          | Rot        |            |            | Blau       |
| 7          | Rot        |            | Orange     |            |
| 8          | Rot        |            | Grün       |            |
| 9          | Rot        |            | Braun      |            |
| 10         | Rot        |            | Grau       |            |
| 11         | Schwarz    |            |            | Blau       |
| 12         | Schwarz    |            | Orange     |            |
| 13         | Schwarz    |            | Grün       |            |
| 14         | Schwarz    |            | Braun      |            |
| 15         | Schwarz    |            | Grau       |            |
| 16         | Gelb       |            |            | Blau       |
| 17         | Gelb       |            | Orange     |            |
| 18         | Gelb       |            | Grün       |            |
| 19         | Gelb       |            | Braun      |            |
| 20         | Gelb       |            | Grau       |            |
| 21         | Violett    |            |            | Blau       |
| 22         | Violett    |            | Orange     |            |
| 23         | Violett    |            | Grün       |            |
| 24         | Violett    |            | Braun      |            |
| 25         | Violett    |            | Grau       |            |

| Farbcode (Neben/Haupt) | (R)     |         | (T)     | Farbcode (Haupt/Neben) | Zugehöriges Anschlussbild am Steckverbinder |
| Farbcode (Neben/Haupt) | Kontakt | Kontakt | Kontakt | Farbcode (Haupt/Neben) | Zugehöriges Anschlussbild am Steckverbinder |
| ---------------------- | ------- | ------- | ------- | ---------------------- | ------------------------------------------- |
| blue/white             | 1       |         | 26      | white/blue             |                                             |
| orange/white           | 2       |         | 27      | white/orange           |                                             |
| green/white            | 3       |         | 28      | white/green            |                                             |
| brown/white            | 4       |         | 29      | white/brown            |                                             |
| slate/white            | 5       |         | 30      | white/slate            |                                             |
|                        |         |         |         |                        |                                             |
| blue/red               | 6       |         | 31      | red/blue               |                                             |
| orange/red             | 7       |         | 32      | red/orange             |                                             |
| green/red              | 8       |         | 33      | red/green              |                                             |
| brown/red              | 9       |         | 34      | red/brown              |                                             |
| slate/red              | 10      |         | 35      | red/slate              |                                             |
|                        |         |         |         |                        |                                             |
| blue/black             | 11      |         | 36      | black/blue             |                                             |
| orange/black           | 12      |         | 37      | black/orange           |                                             |
| green/black            | 13      |         | 38      | black/green            |                                             |
| brown/black            | 14      |         | 39      | black/brown            |                                             |
| slate/black            | 15      |         | 40      | black/slate            |                                             |
|                        |         |         |         |                        |                                             |
| blue/yellow            | 16      |         | 41      | yellow/blue            |                                             |
| orange/yellow          | 17      |         | 42      | yellow/orange          |                                             |
| green/yellow           | 18      |         | 43      | yellow/green           |                                             |
| brown/yellow           | 19      |         | 44      | yellow/brown           |                                             |
| slate/yellow           | 20      |         | 45      | yellow/slate           |                                             |
|                        |         |         |         |                        |                                             |
| blue/violet            | 21      |         | 46      | violet/blue            |                                             |
| orange/violet          | 22      |         | 47      | violet/orange          |                                             |
| green/violet           | 23      |         | 48      | violet/green           |                                             |
| brown/violet           | 24      |         | 49      | violet/brown           |                                             |
| slate/violet           | 25      |         | 50      | violet/slate           |                                             |